# 维普费尔德
维普费尔德是德国巴伐利亚州的一个市镇。总面积5.23平方公里，总人口1094人，其中男性539人，女性555人（2011年12月31日），人口密度209人/平方公里。